# Spyro: Year of the Dragon
Spyro: Year of the Dragon är ett plattformsspel skapat av Insomniac Games. Spelet släpptes, som sina föregångare, till Playstation under hösten 2000. Det var det sista spelet i Spyro-serien som Insomniac Games skapade.

## Handling
Varje 12:e år samlas alla drakar för att fira drakarnas år. Detta år blir inte så roligt eftersom en elak häxa härjar i närheten och stjäl alla drakägg. Spyro och hans vänner från andra spelet, Spyro 2: Gateway to Glimmer, gör allt för att stoppa häxan.
Detta är det första spelet i serien där spelaren inte bara tar kontroll över Spyro, utan även över Sparx och andra djur som en fågel, en känguru, en snöman och en apa.
Den onda häxans medhjälpare, en kanin vid namn Bianca, försöker stoppa Spyro från att ta tillbaka äggen men blir kär i drakens vän Hunter.